# کلکسیون والاس
کلکسیون والاس (انگلیسی: Wallace Collection) موزه‌ای در لندن است. این مجموعه شامل هنرهای زیبا و تزئینی از قرن ۱۵ تا ۱۹ با دارایی‌های مهم نقاشی‌های فرانسوی قرن ۱۸، مبلمان، اسلحه و زره، چینی و نقاشی‌های استاد قدیمی است که در ۲۵ گالری مرتب شده‌اند.